# Thermosara diapyra
Thermosara diapyra är en fjärilsart som beskrevs av George Francis Hampson 1926. Thermosara diapyra ingår i släktet Thermosara och familjen nattflyn. Inga underarter finns listade i Catalogue of Life.